# L'Inaveu
L'Inaveu est un roman policier de l'auteur québécois Richard Ste-Marie, publié en 2012 par les éditions Alire.

## Résumé
À la suite du décès de son père, Régis Duchesne a découvert sur les effets personnels du défunt, un album photo, rempli d'articles de journaux sur des crimes commis à Montréal, il y a plusieurs années. Un carnet noir se trouvait aussi sur place, avec beaucoup d'argent à l'intérieur. Croyant affaire à une série de crimes non élucidés, Régis rencontre le sergent-détective de la Sûreté du Québec, Francis Pagliaro, qui va relancer l'enquête qui est vieille de trente-cinq ans pour résoudre cette énigme afin reconnaître la source dont les initiales sont « CS ».

## Personnages
- Régis Duchesne : Personnage principal du roman.

- Francis Pagliaro : Sergent-détective de la Sûreté du Québec.